# Otto Autrum
Otto Wilhelm Autrum (* 29. November 1877 in Möhringen, Pommern; † 12. September 1944 in Wandlitz, Landkreis Niederbarnim) war ein deutscher Jurist in der Postverwaltung. Er war Präsident der Reichspostdirektion Königsberg.

## Leben
An der Fürstin-Hedwig-Schule in Neustettin bestand er 1897 die Reifeprüfung. Er absolvierte eine Ausbildung bei der Deutschen Reichspost. Im Jahre 1905 legte er die höhere Postverwaltungsprüfung ab und wurde 1919 zum Postdirektor und 1924 zum Postrat ernannt. 1930 stieg Otto Autrum zum Oberpostrat und Ministerialrat im Reichspostministerium auf. Nach der Machtergreifung der Nationalsozialisten trat er zum 1. April 1933 der NSDAP bei (Mitgliedsnummer 1.669.511) und wurde Leiter der Oberpostdirektion Königsberg sowie Mitglied des Gaustabes Ostpreußen der NSDAP. Wenig später erfolgte seine Ernennung zum Präsidenten der Reichspostdirektion Königsberg in Ostpreußen. Otto Autrum war Vorsitzender des Ehrenrates Ostpreußen des Amts für Beamte des NSDAP-Gauleitung. Er kam während des alliierten Bombenangriffs auf Wandlitz in der Nacht vom 12. zum 13. September 1944 ums Leben. Hansjochem Autrum, Zoologe mit dem Spezialgebiet Sinnes- und Nervenphysiologie, war sein Sohn.

## Schriften
- mit Bruno Moeller: Reichsbahn und Reichspost im ostpreußischen Wirtschaftsleben. Zwei Vorträge an der Handels-Hochschule Königsberg Pr. (= Schriften des Handelshochschule Königsberg, H. 3). Gräfe und Unzer, Königsberg 1935.